# Stainforth (Yorkshire du Sud)
Pour les articles homonymes, voir Stainforth.
Stainforth est une ville et une paroisse civile du Yorkshire du Sud, en Angleterre.